# S-partícula
Em física de partículas uma s-partícula (ou superpartner em inglês) é uma partícula elementar hipotética. A letra s em s-partícula deriva de supersimetria. Supersimetria é um das teorias de destaque na física de altas-energias a qual prediz a existência destas partículas nebulosas. De acordo com esta teoria, cada férmion deve ter um parceiro bóson, o super-parceiro do férmion e cada bóson deve ter um parceiro férmion. Quando os mais comuns léptons, fótons e quarks foram produzidos no Big Bang, cada um foi acompanhada por uma s-partícula correspondente sléptons, fotinos e squarks. Este estado transitório ocorreu em um período quando o universo estava sob uma rápida mudança de fase, e os teóricos acreditam que este estado durou somente dez trilionésimos de trilionésimos de um nanosegundo (10−35 segundos) antes que as partículas que nos vemos condensadas surgissem e congelassem no espaço tempo. S-partículas não tem existido naturalmente desde então.